# Vitaliano Borromeo
Vitaliano Borromeo (ur. 3 marca 1720 w Mediolanie, zm. 7 czerwca 1793 w Rzymie) – włoski kardynał.

## Życiorys
Urodził się 3 marca 1720 roku w Mediolanie, jako syn Giovanniego Benedetta Borromeo i Cleli del Grillo.
Studiował w Collegio Romano, a następnie na Uniwersytecie Pawijskim, gdzie uzyskał doktorat utroque iure. Po studiach został referendarzem Najwyższego Trybunału Sygnatury Apostolskiej, prałatem Jego Świątobliwości i wicelegatem w Bolonii. W grudniu 1747 roku przyjął święcenia kapłańskie.
16 lutego 1756 roku został wybrany tytularnym arcybiskupem Teb, a sześć dni później przyjął sakrę. Miesiąc potem został mianowany nuncjuszem w Toskanii i pełnił tę funkcję przez trzy lata. W okresie 1760–1767 był nuncjuszem przy cesarzu. 26 września 1766 roku został kreowany kardynałem prezbiterem i otrzymał kościół tytularny S. Mariae de Aracoeli. Przez następną dekadę był legatem w Romanii, a w lipcu 1781 roku został prefektem Kongregacji ds. Kościelnych Immunitetów i pełnił ten urząd dożywotnio. Po wybuchu rewolucji francuskiej, wraz z Giovannim Francesco Albanim, Leonardo Antonellim, Filippo Campanellim, Guglielmo Pallottą i Gregorio Salviatim, został członkiem Kongregacji ds. Francji, której zadaniem było zbadanie sytuacji po wprowadzeniu Konstytucji cywilnej kleru. Zmarł 7 czerwca 1793 roku w Rzymie, najprawdopodobniej z powodu zapalenia płuc.